# Maesa serpentinopicta
Maesa serpentinopicta är en viveväxtart som beskrevs av Carl Christian Mez. Maesa serpentinopicta ingår i släktet Maesa och familjen viveväxter. Inga underarter finns listade i Catalogue of Life.